# Argentina ai Giochi della XXXII Olimpiade
L'Argentina ha partecipato ai Giochi della XXXII Olimpiade, che si sono svolti a Tokyo, Giappone, dal 23 luglio all'8 agosto 2021 (inizialmente previsti dal 24 luglio al 9 agosto 2020 ma posticipati per la pandemia di COVID-19) con una delegazione di 174 atleti impegnati in 26 discipline.

## Medaglie
| Riepilogo quotidiano | Riepilogo quotidiano | Riepilogo quotidiano | Riepilogo quotidiano | Riepilogo quotidiano | Riepilogo quotidiano | Riepilogo quotidiano |
| -------------------- | -------------------- | -------------------- | -------------------- | -------------------- | -------------------- | -------------------- |
| Giorno               | Data                 |                      |                      |                      | Totale               |                      |
| 5º                   | 28                   | 0                    | 0                    | 1                    | 1                    |                      |
| Totale               | Totale               | 0                    | 0                    | 1                    | 1                    |                      |

### Medagliere per disciplina
| Sport           | Oro | Argento | Bronzo | Totale |
| --------------- | --- | ------- | ------ | ------ |
| Hockey su prato | 0   | 1       | 0      | 1      |
| Rugby a 7       | 0   | 0       | 1      | 1      |
| Pallavolo       | 0   | 0       | 1      | 1      |
| Totale          | 0   | 1       | 2      | 3      |

### Medaglia di argento
| Medaglia | Nome                | Sport           | Evento           |
| -------- | ------------------- | --------------- | ---------------- |
| Argento  | Nazionale femminile | Hockey su prato | Torneo femminile |

### Medaglie di bronzo
| Medaglia | Nome               | Sport     | Evento          |
| -------- | ------------------ | --------- | --------------- |
| Bronzo   | Nazionale maschile | Rugby a 7 | Torneo maschile |
| Bronzo   | Nazionale maschile | Pallavolo | Torneo maschile |

## Delegazione
| Sport            | Uomini | Donne | Totale |
| ---------------- | ------ | ----- | ------ |
| Atletica leggera | 3      | 2     | 5      |
| Beach volley     | 2      | 2     | 4      |
| Ginnastica       | 0      | 1     | 1      |
| Pallacanestro    | 12     | 0     | 12     |
| Pugilato         | 4      | 1     | 5      |
| Totale           | 119    | 53    | 174    |

## Risultati

### Atletica leggera
| Q | Qualificato al turno successivo per la posizione in qualificazione                                                           |
| q | Qualificato per il turno successivo per ripescaggio o, negli eventi su campo, conquistando la misura minima per qualificarsi |

Maschile
Eventi su pista e strada
| Atleta        | Evento   | Batteria  | Batteria  | Semifinale | Semifinale | Finale    | Finale    |
| Atleta        | Evento   | Risultato | Posizione | Risultato  | Posizione  | Risultato | Posizione |
| ------------- | -------- | --------- | --------- | ---------- | ---------- | --------- | --------- |
| Joaquin Arbe  | Maratona | N.D.      | N.D.      | N.D.       | N.D.       |           |           |
| Eulalio Munoz | Maratona | N.D.      | N.D.      | N.D.       | N.D.       |           |           |

Eventi su campo
| Atleta              | Evento           | Qualifica    | Qualifica    | Finale       | Finale       |
| Atleta              | Evento           | Misura       | Posizione    | Misura       | Posizione    |
| ------------------- | ---------------- | ------------ | ------------ | ------------ | ------------ |
| German Chiaraviglio | Salto con l'asta | non gareggia | non gareggia | non gareggia | non gareggia |

Femminile
Eventi su pista e strada
| Atleta                 | Evento       | Batteria  | Batteria  | Semifinale | Semifinale | Finale          | Finale          |
| Atleta                 | Evento       | Risultato | Posizione | Risultato  | Posizione  | Risultato       | Posizione       |
| ---------------------- | ------------ | --------- | --------- | ---------- | ---------- | --------------- | --------------- |
| Belen Casetta          | 3000 m siepi | 9'52"89   | 11º       | N.D.       | N.D.       | non qualificata | non qualificata |
| Marcela Cristina Gomez | Maratona     | N.D.      | N.D.      | N.D.       | N.D.       | 2h44'09"        | 61°             |

### Beach volley
Maschile
Vedi anche Beach volley ai Giochi della XXXII Olimpiade - Torneo maschile
|  | Naz.                 | Ruolo | Sportivo           | Anno | Alt.   |  |  |  |
|  | -------------------- | ----- | ------------------ | ---- | ------ |  |  |  |
|  | Argentina (bandiera) |       | Julian Azaad       | 1990 | 1,94 m |  |  |  |
|  | Argentina (bandiera) |       | Nicolás Capogrosso | 1995 | 2,04 m |  |  |  |

Preliminari - Gruppo D
| 24 luglio 2021 | Alison - Álvaro | 2 – 0 | Azaad - Capogrosso |  |

| 27 luglio 2021 | Brouwer - Meeuwsen | 2 – 0 | Azaad - Capogrosso |  |

| 29 luglio 2021 | Azaad - Capogrosso | 1 – 2 | Lucena - Dalhausser |  |

| Piazzamento girone | Risultato       |
| ------------------ | --------------- |
| 4º                 | non qualificati |

Femminile
Vedi anche Beach volley ai Giochi della XXXII Olimpiade - Torneo femminile
|  | Naz.                 | Ruolo | Sportivo         | Anno | Alt.   |  |  |  |
|  | -------------------- | ----- | ---------------- | ---- | ------ |  |  |  |
|  | Argentina (bandiera) |       | Ana Gallay       | 1986 | 1,73 m |  |  |  |
|  | Argentina (bandiera) |       | Fernanda Pereyra | 1991 | 1,80 m |  |  |  |

Preliminari - Gruppo C
| 24 luglio 2021 | Ágatha - Duda | 2 – 0 | Gallay - Pereyra |  |

| 27 luglio 2021 | Bansley - Wilkerson | 2 – 0 | Gallay - Pereyra |  |

| 29 luglio 2021 | Wang F. - Xia | 0 – 2 | Gallay - Pereyra |  |

| Piazzamento girone | Risultato       |
| ------------------ | --------------- |
| 4º                 | non qualificate |

#### Ginnastica artistica
Femminile
| Atleta            | Evento                 | Qualificazione | Qualificazione | Finale          | Finale          |
| Atleta            | Evento                 | Punteggio      | Posizione      | Punteggio       | Posizione       |
| ----------------- | ---------------------- | -------------- | -------------- | --------------- | --------------- |
| Abigal Magistrati | Concorso individuale   | 48.265         | 69ª            | non qualificata | non qualificata |
| Abigal Magistrati | Trave                  | 11.233         | 81ª            | non qualificata | non qualificata |
| Abigal Magistrati | Corpo libero           | 12.133         | 67ª            | non qualificata | non qualificata |
| Abigal Magistrati | Volteggio              | 13.366         | 63ª            | non qualificata | non qualificata |
| Abigal Magistrati | Parallele asimmetriche | 11.533         | 79ª            | non qualificata | non qualificata |

### Pallacanestro

#### Maschile
|    | Naz.                 | Ruolo | Sportivo             | Anno | Alt. | Peso |
| -- | -------------------- | ----- | -------------------- | ---- | ---- | ---- |
| 4  | Argentina (bandiera) | AG    | Luis Scola           | 1980 | 204  | 109  |
| 7  | Argentina (bandiera) | P     | Facundo Campazzo     | 1991 | 179  | 88   |
| 8  | Argentina (bandiera) | P     | Nicolás Laprovíttola | 1990 | 191  | 82   |
| 9  | Argentina (bandiera) | AP    | Nicolás Brussino     | 1993 | 203  | 98   |
| 10 | Argentina (bandiera) | G     | Leandro Bolmaro      | 2000 | 203  | 91   |
| 11 | Argentina (bandiera) | C     | Francisco Cáffaro    | 2000 | 213  | 113  |
| 12 | Argentina (bandiera) | C     | Marcos Delía         | 1992 | 209  | 111  |
| 14 | Argentina (bandiera) | AP    | Gabriel Deck         | 1995 | 198  | 105  |
| 17 | Argentina (bandiera) | G     | Luca Vildoza         | 1995 | 191  | 86   |
| 22 | Argentina (bandiera) | AP    | Juan Pablo Vaulet    | 1996 | 198  | 91   |
| 29 | Argentina (bandiera) | AP    | Patricio Garino      | 1993 | 201  | 92   |
| 83 | Argentina (bandiera) | AG    | Tayavek Gallizzi     | 1993 | 206  | 102  |

- Allenatore:  Sergio Hernández

Preliminari - Gruppo C
| 26 luglio 2021 | Argentina | 100 – 118 | Slovenia |  |

| 29 luglio 2021 | Spagna | 81 – 71 | Argentina |  |

| 1º agosto 2021 | Argentina | 97 – 77 | Giappone |  |

Quarti di finale
| 3 agosto 2021 | Australia | 97 – 59 | Argentina |  |

| Posizione Finale |
| ---------------- |
| 5°               |

### Pallavolo

#### Maschile

##### Preliminari - Girone B
| 24 luglio 2021 | ROC | 3 – 1 | Argentina |  |

| 26 luglio 2021 | Brasile | 3 – 2 | Argentina |  |

| 28 luglio 2021 | Argentina | 3 – 2 | Francia |  |

| 30 luglio 2021 | Argentina | 3 – 2 | Tunisia |  |

| 1º agosto 2021 | Stati Uniti | 0 – 3 | Argentina |  |

##### Quarti di finale
| 3 agosto 2021 | Italia | 2 – 3 | Argentina |  |

##### Semifinale
| 5 agosto 2021 | Francia | 3 – 0 | Argentina |  |

##### Finale per il bronzo
| 7 agosto 2021 | Argentina | 3 – 2 | Brasile |  |

| Posizione Finale |
| ---------------- |
|                  |

### Pugilato
Maschile
| Atleta          | Evento             | Sedicesimi                | Ottavi di finale        | Quarti di finale     | Semifinali           | Finale               | Pos.            |
| Atleta          | Evento             | Avversaria Risultato      | Avversaria Risultato    | Avversaria Risultato | Avversaria Risultato | Avversaria Risultato | Pos.            |
| --------------- | ------------------ | ------------------------- | ----------------------- | -------------------- | -------------------- | -------------------- | --------------- |
| Ramón Quiroga   | Pesi mosca (52kg)  | D. Asenov (BUL) P (0-5)   | non qualificato         | non qualificato      | non qualificato      | non qualificato      | non qualificato |
| Mirko Cuello    | Pesi piuma (57kg)  | H. Shadalov (GER) V (3-2) | C. Butdee (THA) P (1-4) | non qualificato      | non qualificato      | non qualificato      | non qualificato |
| Brian Arregui   | Pesi welter (69kg) | D. Johnson (USA) P (2-3)  | non qualificato         | non qualificato      | non qualificato      | non qualificato      | non qualificato |
| Francisco Verón | Pesi medir (75kg)  | A. Chartoi (SWE) V (5-0)  | E. Cedeño (DOM) P (2-3) | non qualificato      | non qualificato      | non qualificato      | non qualificato |

Femminile
| Atleta         | Evento                | Sedicesimi           | Ottavi di finale        | Quarti di finale     | Semifinali           | Finale               | Pos.            |
| Atleta         | Evento                | Avversaria Risultato | Avversaria Risultato    | Avversaria Risultato | Avversaria Risultato | Avversaria Risultato | Pos.            |
| -------------- | --------------------- | -------------------- | ----------------------- | -------------------- | -------------------- | -------------------- | --------------- |
| Dayana Sánchez | Pesi leggeri (-60 kg) | Bye                  | E. Yıldız (TUR) P (0-5) | non qualificata      | non qualificata      | non qualificata      | non qualificata |